# 7 Steps
7 Steps ist ein abstraktes Legespiel der deutschen Spieleautoren Michael Kiesling und Reinhard Staupe, das 2014 beim Kosmos-Spieleverlag erschien. Die Mitspieler sammeln Punkte, indem sie auf einem Spielplan farbige Holzscheiben zu Türmen aufbauen.

## Spielmaterial
Zum Bau des Spielplans gibt es sieben sechseckige beidseitig bedruckte Tafeln. Eine Tafel zeigt je Seite sieben Felder, wobei die Felder einer Seite alle die gleiche Farbe und die der anderen Seite verschiedene Farben haben. Es gibt sieben verschiedene Farben. Als Spielsteine dienen 140 Holzscheiben, je 20 in jeder der sieben Farben, die den Farben des Spielplans entsprechen. Zudem gibt es je zehn Bauhilfe- und Siegpunkte-Plättchen sowie für jeden Mitspieler einen Sichtschirm.

## Spielbeginn
Der Spielplan wird aus den sieben Tafeln zusammengesetzt, wobei man sich entscheiden kann, die einfarbigen oder die mehrfarbigen Seiten zu nutzen. In beiden Fällen ergibt sich ein mehr oder weniger regelmäßiges Sechseckraster aus 49 Feldern, je sieben in jeder Farbe. Die 140 Steine werden in einen Zugbeutel gegeben. Jeder Spieler zieht geheim und zufällig sieben Steine daraus und legt sie hinter seinen Sichtschirm. Die Bauhilfe- und die Siegpunkteplättchen werden jeweils verdeckt gemischt und ergeben zwei Nachziehstapel.

## Spielverlauf
Beginnend mit einem Startspieler ziehen die Mitspieler reihum. In einem Spielzug setzt der Ziehende eine beliebige Anzahl seiner Scheiben nacheinander auf die Felder des Spielplans, wobei er sich vorher entscheiden kann, ein Bauhilfe-Plättchen einzusetzen, wenn er eines hat. Die Bauhilfe-Plättchen können dabei helfen, die eigenen Scheiben besser zu platzieren; sie werden nach ihrer Nutzung offen abgelegt. Das Setzen der Scheiben geschieht nach folgenden Regeln:
- Eine Scheibe darf nur auf ein Feld ihrer Farbe gesetzt werden.
- Die erste Scheibe muss auf die niedrigstmögliche Ebene gesetzt werden, d. h. auf ein Feld, das unter allen Feldern ihrer Farbe die kleinste Zahl von Scheiben hat. Es gibt aber ein Bauhilfeplättchen, mit dem man eine Ebene höher beginnen kann.
- Jede folgende Scheibe muss angrenzend an die vorhergehende Scheibe (auf ein Nachbarfeld) gesetzt werden.
- Man darf nicht auf ein Feld setzen, auf das man im selben Zug schon gesetzt hat.
- Eine Scheibe darf nicht niedriger und höchstens um eins höher gesetzt werden als die vorhergehende. Wurde z. B. auf ein Feld mit zwei bereits liegenden Scheiben gesetzt, muss die nächste Scheibe auf eines mit zwei oder mit drei Scheiben gesetzt werden.

Der Ziehende erhält für jede gesetzte Scheibe soviele Punkte, wie Scheiben auf dem Feld liegen, einschließlich der gesetzten. Außerdem kann er nach dem Zug ein Siegpunkte-Plättchen einsetzen, wenn er eines hat, was je nach der darauf angegebenen Bedingung zusätzliche Punkte bringen kann. Es kann ebenso wie ein Bauhilfeplättchen nur einmal genutzt werden und wird dann offen abgelegt.
Entsteht ein Turm mit sieben Steinen, werden nach dem Zug (und nach der Punktewertung) sechs Scheiben davon genommen und auf die anderen sechs Felder ihrer Farbe verteilt. Dies wird ggfs. wiederholt, wenn dann noch ein weiterer Turm die Höhe sechs überschreitet.
Wenn der Ziehende nur sieben oder weniger Punkte bekommen hat, darf er ein Bauhilfe- oder ein Siegpunkte-Plättchen vom jeweiligen verdeckten Stapel ziehen. Jeder Spieler darf allerdings nur je eines der beiden Sonderplättchentypen besitzen; hat er schon ein entsprechendes, muss er entscheiden, ob er dieses oder das neu gezogene behält. Sollte der Stapel der gewählten Plättchenart aufgebraucht sein, werden die abgelegten Plättchen dieser Art zu einem neuen Nachziehstapel gemischt.
Der Ziehende darf dann eine beliebige Auswahl seiner verbliebenen Scheiben zurück in den Nachziehbeutel werfen. Zuletzt zieht er geheim und zufällig soviele Scheiben aus dem Beutel, dass er wieder sieben besitzt.

## Spielende
Das Spiel endet, wenn ein Spieler am Ende seines Zuges seine Scheiben nicht mehr auf sieben auffüllen kann, weil nicht mehr ausreichend Scheiben im Beutel sind. Dann wird die laufende Runde noch zu Ende gespielt, sodass jeder gleich oft gezogen hat. Bei der Endabrechnung erhält jeder Spieler zusätzlich noch zwei Punkte für jedes nicht eingesetzte Sonderplättchen. Gewinner ist der Spieler mit den meisten Punkten; bei Gleichstand wird der Sieg bzw. die Platzierung geteilt.
Variante: Vor dem Spiel kann man sich darauf einigen, dass nach der Runde, in der die Spielende-Bedingung erfüllt wurde, noch eine weitere Runde gespielt wird.

## Ausgaben
7 Steps wurde von Michael Kiesling und Reinhard Staupe entwickelt und erschien 2014 auf Deutsch beim Kosmos-Spieleverlag. Es wurde danach nicht erneut aufgelegt und ist auch nicht in anderen Ländern erschienen. Eine digitale Version ist auf yucata.de verfügbar.
Harald Schrapers beschrieb 7 Steps als „Taktikspiel mit einfachem Einstieg und angemessenem Glücksanteil“, kritisierte allerdings „wenig Interaktion“ und zu lange Wartezeiten im Spiel zu viert.

## Belege
1. 1 2  Offizielle Spielregeln für 7 Steps, Kosmos 2014.
2. ↑  Versionen von 7 Steps in der Spieledatenbank BoardGameGeek (englisch); abgerufen am 22. Januar 2023.
3. ↑  7 Steps auf yucata.de, abgerufen am 22. Januar 2023.
4. ↑  7 Steps auf gamesweplay.de, abgerufen am 22. Januar 2023.